# شهرستان چارلتن (جورجیا)
شهرستان چارلتن، جورجیا (به انگلیسی: Charlton County, Georgia) یک سکونتگاه مسکونی در ایالات متحده آمریکا است که در جورجیا واقع شده‌است.